# حنان آیت الحاج
حنان آیت الحاج (انگلیسی: Hanane Aït El Haj؛ زادهٔ ۲ نوامبر ۱۹۹۴) بازیکن فوتبال اهل مراکش است.
او همچنین در تیم ملی فوتبال Morocco بازی کرده‌است.